# Jin Mao
La Torre Jin Mao (en chino tradicional, 金茂大廈; en chino simplificado, 金茂大厦; pinyin, Jīn Mào Dàshà; literalmente, ‘Edificio Dorado de la Prosperidad’) es un rascacielos de 88 plantas situado en la zona Lujiazui del distrito de Pudong en Shanghái, China. Contiene oficinas y el hotel Shanghái Grand Hyatt. Hasta 2007 fue el edificio más alto de China, el quinto más alto del mundo por altura de azotea y el séptimo por altura de antena. Junto con la Oriental Pearl Tower, es parte del perfil de Pudong. Su altura fue sobrepasada el 14 de septiembre de 2007 por el Shanghái World Financial Center, que está al lado del edificio. La Shanghái Tower, un rascacielos de 128 plantas que se encuentra al lado de estos dos edificios, cuya construcción finalizó a principios de 2015, logra sobrepasar la altura de los dos anteriores.

## Estructura

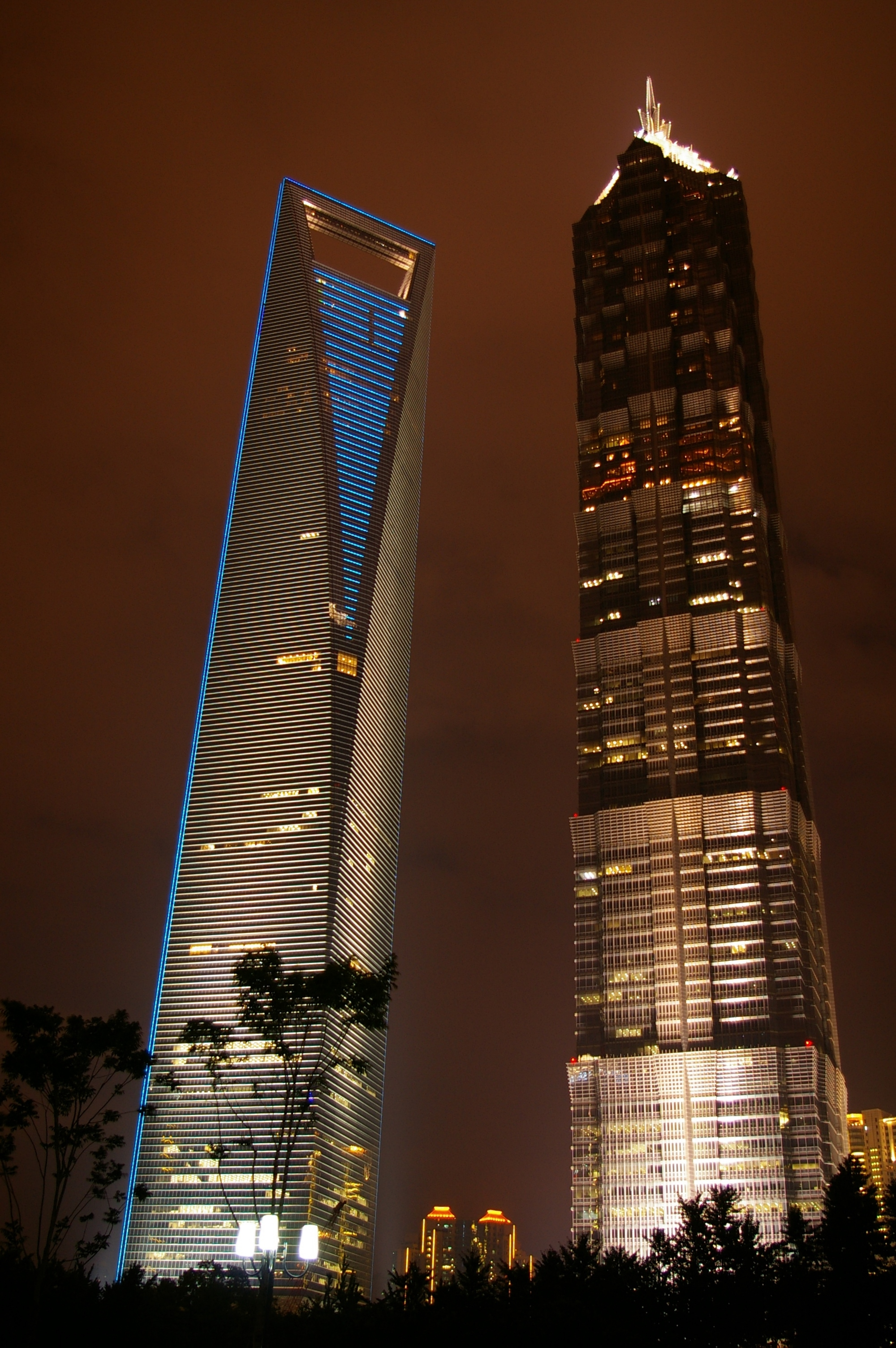
El Shanghái World Financial Center (izquierda) y la Torre Jin Mao (derecha)

El edificio se sitúa en una parcela de 24 000 m² cerca de la estación de metro de Lujiazui y fue construido con un coste de 530 millones de dólares [cita requerida].
Fue diseñado por la oficina de Chicago de Skidmore, Owings & Merrill. Su forma postmoderna, cuya complejidad aumenta según se eleva el edificio, se inspira en la arquitectura china tradicional, como la pagoda escalonada, que retrocede suavemente para crear una pauta rítmica según se eleva. Como las Torres Petronas de Malasia, las proporciones del edificio giran en torno al número 8, asociado con la prosperidad en la cultura china. Las 88 plantas (93 si se cuentan las plantas de la aguja) se dividen en 16 segmentos, cada uno de los cuales es 1/8 más bajo que la base de 16 plantas. La torre está construida alrededor de un núcleo octogonal con muros de hormigón rodeado por 8 supercolumnas exteriores de material compuesto y 8 columnas exteriores de acero. Tres juegos de estabilizadores de celosía de dos plantas de altura conectan las columnas al núcleo en seis plantas para proporcionar apoyo adicional.
Los cimientos descansan en 1 062 pilotes de acero de alta capacidad hincados a 83,5 m de profundidad en el suelo para compensar las malas condiciones de los estratos superiores. En su momento fueron los pilotes de acero más grandes usados en un edificio. Estos pilotes están cubiertos por una losa de hormigón de 4 m de grosor y 19,6 m de profundidad. El muro pantalla que rodea los sótanos tiene 1 m de grosor, 36 m de altura y 568 m de largo, y se compone de 20 500 m³ de hormigón armado.
El edificio usa un sistema avanzado de ingeniería estructural para viento y terremotos que lo fortalecen frente a vientos de tifones de hasta 200 km/h (con una máxima oscilación de 75 cm) y terremotos hasta de magnitud 7 en la Escala de Richter. Los núcleos de acero tienen juntas de corte que actúan como amortiguadores de las fuerzas laterales producidas por vientos y terremotos. Se dice que la piscina de la planta 57 actúa como un amortiguador pasivo.
El muro cortina exterior está hecho de cristal, acero inoxidable, aluminio, y granito, y está atravesado por un complejo revestimiento de celosía hecho de tubos de una aleación de aluminio.
La inauguración oficial fue el 28 de agosto de 1998, fecha elegida también con el número 8 en mente. El edificio era plenamente operativo en 1999.
La Jin Mao es propiedad de China Jin Mao Group Co. Ltd (antiguamente China Shanghái Foreign Trade Centre Co. Ltd). Según se informa, tiene un coste de mantenimiento diario de un millón RMB (US$ 121.000).

## Ocupantes

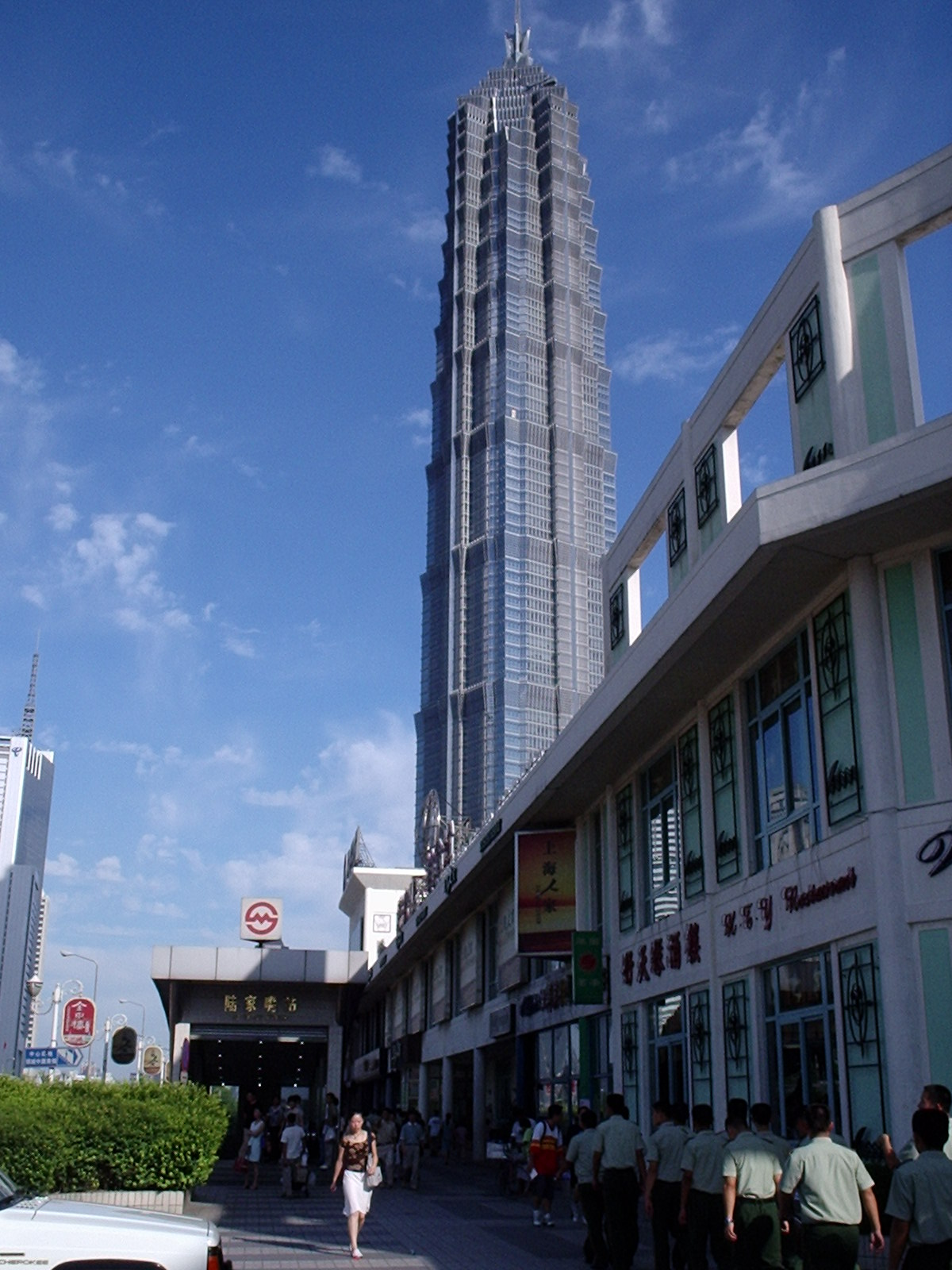
La torre Jin Mao y la estación de metro

El edificio tiene tres entradas principales al vestíbulo, dos para las oficinas y una para el hotel. Además, un podio de 6 plantas en la base de la torre alberga las instalaciones de conferencias y banquetes de Hyatt (primeras dos plantas) así como un centro comercial, restaurantes y discotecas como "Pu-J's" del hotel en la tercera planta.
Los tres sótanos contienen una área de restaurantes, ascensores rápidos a la plataforma de observación y aparcamiento para 600 vehículos y 7 500 bicicletas. Por encima, 61 ascensores (suministrados por Mitsubishi) y 19 escaleras mecánicas transportan a los visitantes por todo el edificio.
Las 50 plantas más bajas (en los primeros cuatro segmentos de la torre) contienen 123 000 m² de oficinas de Clase A, divididas en cinco zonas de ascensores (3-6, 7-17, 18-29, 30-40, y 41-50). Los espacios de oficinas son de planta abierta (sin columnas) con una altura de planta a planta bruta de 4,0 m, y una altura neta de 2,7 m. Las plantas 51 y 52 son plantas técnicas, accesibles solo mediante ascensores de servicios.

### Shanghái Grand Hyatt

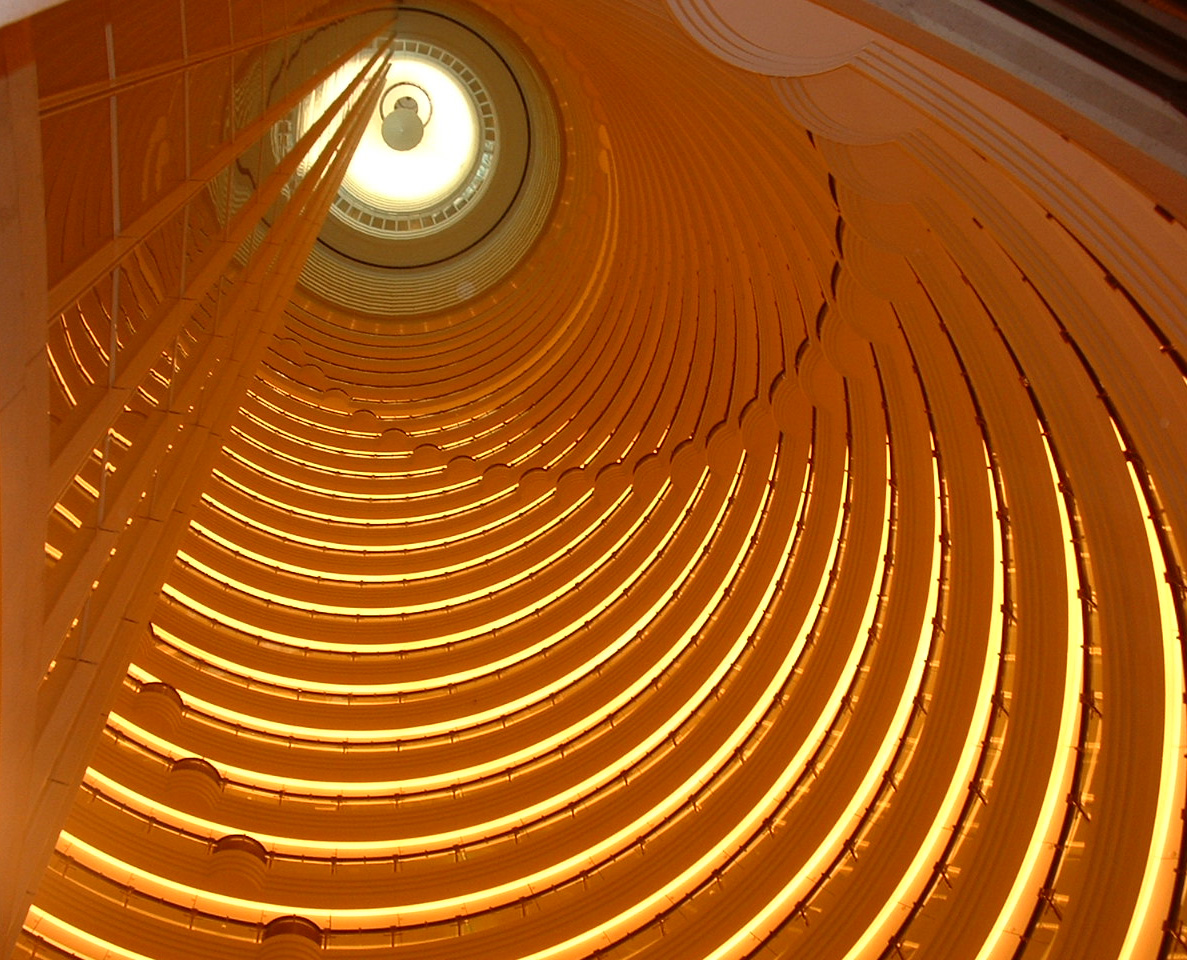
Vista del atrio

La mayor cantidad de superficie del edificio la ocupa el hotel Grand Hyatt Shanghái, de 5 estrellas y 555 habitaciones, que posee las plantas 53 a la 87. Es uno de los hoteles más altos del mundo, segundo en Shanghái tras el Park Hyatt Shanghái, que ocupa las plantas 79 a 93 del edificio vecino Shanghái World Financial Center. Estos han sido sobrepasados por el Ritz-Carlton de Hong Kong, que ocupa las plantas 102 a 118 del International Commerce Centre. Sin embargo, el edificio más alto usado exclusivamente como hotel es JW Marriott Marquis Dubái en Dubái. Además, el conducto de lavandería más largo del mundo recorre toda la altura de la torre hasta el sótano, e incorpora amortiguadores para frenar la ropa durante su descenso.
El famoso atrio con bóveda de cañón de Hyatt comienza en la planta 56  y se extiende hasta la 87. Bordeado por 28 pasillos circulares y escaleras en espiral, tiene un diámetro de 27 m con una altura de aproximadamente 115 m. Es uno de los atrios más altos del mundo, siendo el más alto el del Burj Al Arab.
Las plantas del hotel también contienen:
- Planta 53: The Piano Bar, un club de jazz.
- Planta 54: El vestíbulo del hotel y la cafetería Grand, servido por un ascensor express desde la planta baja de la torre.
- Planta 55: Canton, un restaurante cantonés de alta gama que ocupa toda la planta.
- Planta 56: Una colección de restaurantes que incluye The Grill, el italiano Cucina, el japonés Kobachi, y Patio Lounge, que se sitúa en la base del atrio.
- Planta 57: Club Oasis, un gimnasio que contiene lo que fue la piscina a más altura del mundo en su momento.
- Planta 85: Habitaciones más altas; es también una planta de transferencia para los ascensores que van a las dos plantas superiores.
- Planta 86: Club Jin Mao, un restaurante de la cocina de Shanghái.
- Planta 87: Cloud 9, un sky bar con vistas panorámicas.

La planta 88 (que no es parte del hotel) contiene Skywalk, una plataforma de observación interior de 1 520 m² con capacidad para más de 1 000 personas. Además de las vistas panorámicas de Shanghái, ofrece una vista del atrio del hotel por debajo de ella. Incluye también una pequeña oficina postal. Se accede a través de dos ascensores express desde el sótano, que viajan a 9,1 m/s y tardan 45 segundos en alcanzar la cima. En 2009, la entrada a la planta 88 costaba RMB 88 y RMB 45 para niños.
Las plantas 89 a 93, que ocupan la aguja del edificio, son plantas técnicas que no son accesibles al público. Se iluminan con luz brillante por la noche.

## Eventos

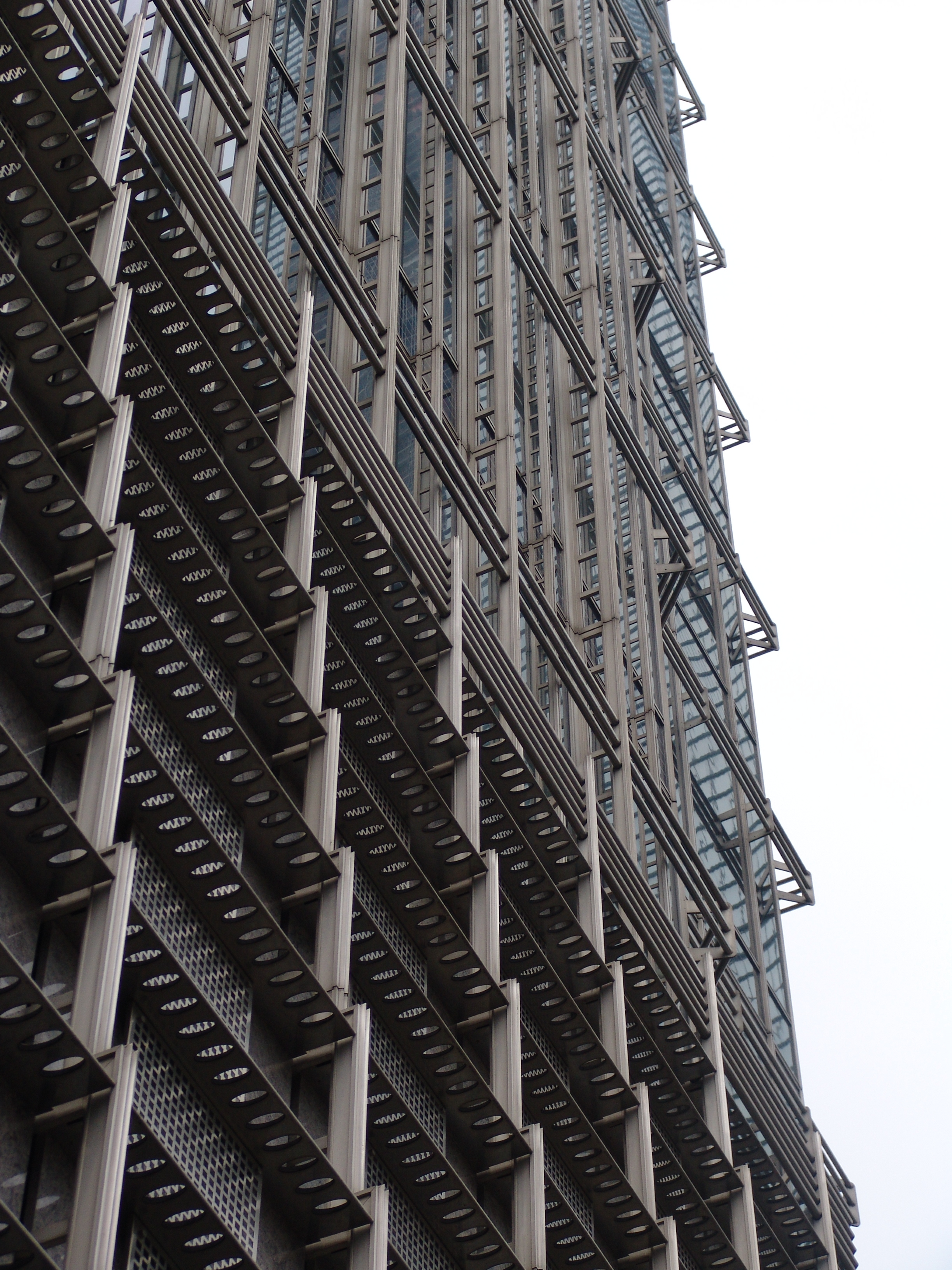
El revestimiento de celosía está hecho de tubos de una aleación de aluminio.

- El 18 de febrero de 2001, Han Qizhi, un vendedor de zapatos de 31 años de la provincia de Anhui, escaló el edificio con las manos vacías "golpeado por un fuerte impulso". El famoso escalador urbano francés Alain "Spiderman" Robert había intentado antes convencer a las autoridades chinas para que le dejaran escalar la estructura. Refiriéndose al revestimiento de la torre, semejante a los andamios, Robert comentó que su hijo de seis años podría escalar el edificio y que él podría hacerlo usando solo un brazo.[6][7] Se enfrentaba a la posibilidad de 15 días de prisión en China por intento sin autorización. Finalmente escaló el edificio en 2007. Fue arrestado y encarcelado durante cinco días antes de ser expulsado de China.
- El 5 de octubre de 2004 durante el Día Nacional de China, un grupo multinacional de Salto BASE (invitados por el Shanghái Sports Bureau) saltaron desde la cima de la torre. El saltador australiano Roland "Slim" Simpson, de 34 años, tuvo una avería en el paracaídas y se estrelló en un edificio adyacente; entró en coma, y murió tras su repatriación el 22 de octubre.[8][9]
- El 1 de mayo de 2008, el español, Ot Pi, batió el récord Guiness que hasta entonces ostentaba el ciclista andorrano, Xavi Casas, en más de dos minutos. Subió los ochenta y ocho pisos en treinta y nueve minutos y treinta y ocho segundos.
- El 3 de abril de 2009, Shanda usó un espectáculo de luz láser en la torre para anunciar la versión beta del videojuego "Aion: The Tower of Eternity". La imagen hecha por los láseres se podía ver desde las 7:30 p. m. hasta las 10:00 p. m. y se mantuvo hasta el 12 de abril de 2009.